# Константин (царевич Имеретии)
Константин (груз.: კონსტანტინე; ум. в 1587 году) — грузинский царевич (батонишвили), из имеретинской ветви династии Багратионов.

## Биография
Константин был сыном царя Имеретии Баграта III, и братом будущего царя Имеретии, Георгия II.
Он выступал против претензий на престол Имеретии своего брата Георгия, который запер Константина и его сына Ростома в крепости в 1583 году.
В этом же году царь Гиорги схватил брата своего Константина с сыном Ростомом, так как Леван, сын царя Гиорги был малолетним [и боялся царь], чтобы не стал бы тот соперником на царствование и заточил их. Но, несмотря на такие дела, был у них все же мир.Вахушти Багратиони, история царства Грузинского (жизнь Имерети)
В 1585 году вышел на свободу.
После смерти Георгия в 1585 году, царевич Константин попытался лишить наследства юного наследника Георгия, малолетнего Левана, и захватил территорию к востоку от реки Риони, включая крепости Сканда, Кацхи и Аргвети.
Затем лета Христова 1587, грузинского 275, после Пасхи, выступил царь Леван против дяди своего Константина, не смог Константин устоять и отнял Леван крепости Сканду, Кацхи и весь Аргвети. Потом помирился с ним и пожаловал уделы и находился [Константин] при нем.Вахушти Багратиони, история царства Грузинского (жизнь Имерети)
Леван смог вернуть эти территории в 1587 году, но ему пришлось купить мир с Константином, предоставив своему дяде княжеское поместье в Аргвети.

## Семья
Константин был женат на Элене (умерла в 1605 году), дочери Ростома Гуриели, мтавара (герцога) княжества Гурия. У него было трое сыновей:
1. Ростом (1571—1605), царь Имеретии (1590—1605).
2. Георгий III (умер в 1639 году), царь Имеретии (1605—1639).
3. царевич Симон (ум. 1603).